# Seleção Nauruana de Futebol
A Seleção Nauruana de Futebol representa Nauru nas competições de futebol. Entretanto, o país não é um membro associado, tanto da FIFA quanto da Confederação de Futebol da Oceania, e por isso, não pode participar da Copa do Mundo nem a Copa das Nações da OFC.
A seleção é o órgão mais importante da Federação de Futebol de Nauru (NSF, do inglês Nauru Soccer Federation), fundada em 2018. A NSF ainda não é considerada, tanto pela FIFA quanto pela OFC, uma federação oficial. O estádio sede da Seleção de Nauru é o New Nauru Stadium, localizado no distrito de Meneng. 
O primeiro (e único) jogo internacional da seleção nauruana foi contra trabalhadores das Ilhas Salomão que viviam em Nauru, em 2 de Outubro de 1994. Nauru venceu por 2-1.[carece de fontes?] Existem relatos de uma partida contra Kiribati, que teria ocorrido em Tarawa.
Uma partida foi disputada em 20 de junho de 2014 entre um combinado de jogadores nauruanos, que enfrentaram os refugiados australianos no Estádio Denig em uma homenagem ao Dia Mundial do Refugiado. O resultado é desconhecido.
Após um longo período de inatividade, a Federação de Futebol de Nauru foi reativada em 2018. 2 anos depois, o vice-presidente da entidade, Kaz Cain, anunciou que Nauru considerava criar uma seleção oficial para um torneio no Havaí, que seria disputado em 2021, mas os planos foram adiados devido à pandemia de COVID-19 e a NFF foi reativada em 2023, agora sob administração do Comitê Olímpico Nacional de Nauru, e que teria a intenção de criar a primeira equipe nacional do país em nível oficial. Em dezembro do mesmo ano, o inglês Charlie Pomroy foi anunciado como primeiro treinador da Seleção Nauruana, enquanto o ex-atacante Dave Kitson seria o manager da equipe, além de atuar como embaixador internacional.

## Resultados recentes

### 2024
| 20 de agosto de 2024 Amistoso | Samoa Americana | v | Nauru | Pago Pago, Samoa Americana        |
|                               |                 |   |       | Estádio: Pago Park Soccer Stadium |